# Deng Yu
Deng Yu (鄧禹, noto anche col nome di cortesia Zhonghua, 仲華; 2 – 58) è stato un politico e militare cinese, considerato uno dei maggiori contributori alla vittoriosa campagna di Liu Xiu per il ristabilimento della dinastia Han.
Deng aveva incontrato Liu Xiu a Chang'an, capitale della dinastia Xin, quando erano giovani studenti, probabilmente nel 12. Si riunì con il suo amico d'infanzia nel 23 quando Xiu fu mandato dall'imperatore Gengshi a pacificare i territori a nord del Fiume Giallo. Parteggiò per lui nella lotta contro il pretendente al trono Wang Lang (23-24), contribuendo da capo militare alla vittoria.
Nel 25 Liu Xiu si proclamò imperatore, col nome di Guangwu, e Deng Yu rimase al suo fianco, ricoprendo a lungo la carica di primo ministro. Nel 37 fu nominato marchese di Gaomi. Morto Guangwu nel 57, divenne taifu (professore imperiale) del figlio, l'imperatore Ming. Morì un anno dopo.